# نلسون، نیوزیلند
نلسون، نیوزیلند (به لاتین: Nelson, New Zealand) یک منطقهٔ مسکونی است که در نیوزیلند واقع شده‌است. شهر برایت واتر در نزدیکی نلسون زادگاه پدر انرژی اتمی جهان، رادرفورد است. 

## خصوصیات
نلسون ۴۴۵ کیلومترمربع مساحت دارد.

## خواهرخوانده
شهر اورکا، کالیفرنیا خواهرخواندهٔ نلسون، نیوزلند هست.